# Алехандро Аменабар
Алеха́ндро Ферна́ндо Амена́бар Ка́нтос (ісп. Alejandro Fernando Amenábar Cantos; 31 березня 1972, Сантьяго-де-Чилі) — іспанський кінорежисер, сценарист, композитор і актор.

## Біографія
Алехандро Аменабар народився в Сантьяго. Мати — іспанка, батько — чилієць. У 1973 році його родина емігрувала в Іспанію.
1990 року вступив до Мадридський університет Комплутенсе на факультет інформатики, але покинув навчання, розпочавши знімати короткометражні фільми.
1991 року отримав премію Незалежної асоціації непрофесійних діячів кіно (AICA) за свій перший короткометражний фільм «Голова». Рік по тому премії кінофестивалів в Ельче і Карабанчеле завоювала друга його короткометражка — «Перетинчастокрилий». 1994 року його третя короткометражна стрічка, «Місяць», отримала премію Луїса Гарсії Берланги за найкращий сценарій та нагороду AICA за найкращу музику.
Перший повнометражный фільм Аменабара, «Дисертація» привернув увагу критики на Берлінському кінофестивалі та отримав сім премій Гойя.
Другий повнометражний фільм Аменабара, «Відкрий очі», мав успіх кінофестивалях у Берліні та Токіо. Крім того, він привернув увагу відомого актора Тома Круза, який викупив права на сценарій картини та пізніше знявся в її рімейку «Ванільне небо».
Також Том Круз виступив у ролі продюсера третього фільму Аменабара, «Інші», де знялася відома актриса Ніколь Кідман. Прем'єра фільму відбулася на Венеційському кінофестивалі у 2001 році. Стрічка отримала вісім премій Гойя.
2004 року на екрани вийшов фільм «Море всередині», який на Венеційському кінофестивалі отримала спеціальну премію журі, а виконавець головної ролі Хав'єр Бардем отримав «Кубок Вольпі» як найкращий актор. 2005 року цей фільм завоював «Оскар» в номінації «найкращий іноземний фільм». Також режисер отримав за цю стрічку «Золотий глобус» та премію «Фелікс».
2009 року режисер зняв історичну драму «Агора» про жінку-науковця Гіпатію. Стрічка отримала 7 премій «Гойя».

## Особисте життя
У 2004 році Алехандро Аменабар здійснив камінг-аут як гей. 18 липня 2015 року в Мадриді він одружився з Девідом Бланко, який до того був його бойфрендом протягом п'яти років.

## Фільмографія

### Короткометражні фільми
- 1991 — Голова / La Cabeza
- 1992 — Перетинчастокрилий / Himenóptero
- 1994 — Місяць / Luna

### Повнометражні фільми
- 1996 — Дисертація / Tesis
- 1997 — Розплющ очі / Abre los ojos
- 2001 — Інші / The Others
- 2004 — Море всередині / Mar adentro
- 2009 — Агора / Agora